# 书名号
书名号，是用于标明语段中出现的各种书名、篇名、报刊名、文件名等作品名称的符号。其变体有雙書名號（直排：︽︾）、單書名號（直排：︿﹀）、浪線書名號「﹏﹏」（直排：︴）。

## 历史
和中文大多数标点符号一样，在官话白话文开始作为正式书面语言（1919年）以后，书名号才开始被采用。
1919年4月，胡适和马裕藻、周作人、朱希祖、刘半农、钱玄同颁布了《请颁行新式标点符号议案》。
1951年，1951年9月，中华人民共和国中央人民政府出版总署公布《标点符号用法》，确定了以作为书名号。

## 用法

### 中國大陸
中国大陆书名号的基本形式有两种，即双书名号和单书名号（〈 〉），例如马克思《摩尔根〈古代社会〉一书摘要》，外双内单。

### 香港
早期使用波浪線書名號（﹏﹏），但排版及書寫不便，現在通常使用新式的書名號。

### 台灣
台灣早期的書名號一律為浪線書名號（﹏﹏），輸入、排版十分不便，和私名號一樣漸漸淘汰消失中。後來，中華民國教育部於2008年9月頒定《重訂標點符號手冊》將浪線書名號列為甲式書名號，和列為乙式書名號。中小學的教科書仍以浪線書名號為主。與中華人民共和國的GB/T 15834的规定不同，中華民國在使用书名号时，有时可以在并非嵌套的情况下在篇章中直接使用单书名号。

## 输入
角型书名号可用电脑直接输入。但是单书名号不同于数学的小于号（<）和大于号（>），双书名号也不能写作两个小于号和大于号相叠加。
而对于浪线书名号，由西方主導設計之Unicode並未提供百分百符合定義之書名號，只有「⌇」（WAVY LINE，U+2307）、浪綫「〰」（wavy dash，U+3030）、頂浪綫「﹋」（wavy overline，U+FE4B）、雙重頂浪綫「﹌」（double wavy overline，U+FE4C）及底浪綫「﹏」（wavy low line，U+FE4F）亦可連用，及用於直排之「︴」（presentation form for vertical wavy low line，U+FE34），但於現代文書軟件難以實際配合文字使用。部份軟件如OpenOffice.org和LibreOffice可以在文字加「底浪綫（wavy underline）」，但和以底綫作專名號一樣無法自動斷詞。如果要解決前述的無法斷詞的問題，可以在兩字詞間加入一號字體大小的空格作临时技术手段。
比較：
| 兩條WAVY LINE（U+2307）  | ⌇    |
| 兩條浪綫（U+3030）       | 〰〰 |
| 兩條頂浪綫（U+FE4B）     | ﹋﹋ |
| 兩條雙重頂浪綫（U+FE4C） | ﹌﹌ |
| 兩條底浪綫（U+FE4F）     | ﹏﹏ |
| 直排底浪綫（U+FE34）     | ︴   |

## 範例
- 書名、篇名、報紙名、刊物名、影劇名等，用書名號標示。注意除非原名就包含了“书”、“杂志”和“刊”的词语，不然应当放在书名号外。
  1. 《天龍八部》是金庸的作品。
  2. 你讀過村上春树的《挪威的森林》嗎？
  3. 露易絲在著名的《自然》雜誌發表一篇论文。[3]
  4. 我很喜歡鄧麗君演唱的《小城故事》。
  5. 宮崎駿的動畫電影《龍貓》很好看。
- （ 中国大陆）書名號裡邊還要用書名號時，外面一層用雙書名號，裡邊一層用單書名號。
  1. 《〈中國工人〉發刊詞》發表於1940年2月7日。
- （ 臺灣）書名接著篇、章、卷名，可用雙書名號標示書名、單書名號標示篇、章、卷名。例如：
  1. 《論語》〈學而〉
  2. 《史記》〈項羽本紀〉
  3. 《莊子》〈逍遙遊〉

- 書名與篇、章、卷名之間的分界，亦可用「間隔號」標示。
  1. 《孟子·梁惠王》
  2. 《荀子·正名》
  3. 《三國志·蜀志·諸葛亮傳》
- 通常情况下，不需要在书名号内的并列成分之间使用顿号。但是，如果在引号或书名号内并列的部分之间有其他插入成分（比如引语或括注），则建议使用顿号[4][5]。
  1. 《红楼梦》《西游记》《三国演义》和《水浒传》是中国四大名著。
  2. 书架上有《1984》(中文版)、《格林童话》(英文原版) 。

## 在其他语言里
中文的书名号是比较特别的，大多数文字一般用引号或斜体表达。如果中文里面附带了英语（和其他外语），一般不附加书名号，而是用斜体或用括号。
1. Faust （《浮士德》）是歌德的作品。

而不是：
1. 《Faust》（《浮士德》）是歌德的作品。

英文（以及几乎所有拉丁字母书写的语言）沒有書名號。書名直接以斜體字來表示，如 。
日文的書名號為雙引號，並不使用雙角號，篇名則使用單引號表示。
部分印欧语系语言使用外形接近中文书名号的 Guillemet 作为引号使用，例如或。该字符码位如下：
- U+00AB « LEFT-POINTING DOUBLE ANGLE QUOTATION MARK
- U+00BB » RIGHT-POINTING DOUBLE ANGLE QUOTATION MARK
- U+2039 ‹ SINGLE LEFT-POINTING ANGLE QUOTATION MARK
- U+203A › SINGLE RIGHT-POINTING ANGLE QUOTATION MARK

标准的AZERTY键盘及加拿大法语QWERTY键盘皆有西文双“Guillemet”。以下为部分输入西文“Guillemet”的方式。
|              | «        | »        | ‹        | ›       |
| ------------ | -------- | -------- | -------- | ------- |
| DOS+Windows  | Alt+174  | Alt+175  |          |         |
| Windows      | Alt+0171 | Alt+0187 | Alt+0139 | Alt+015 |
| HTML         |          |          |          |         |
| 注释： 1. 2. |          |          |          |         |

## 外部連結
- 重訂標點符號手冊——書名號 Archive.today的存檔，存档日期2012-12-22